# 金すんら
金 すんら（きむ すんら、1964年6月25日 - ）は、茨城県出身の俳優。元劇団四季所属。在日朝鮮人2世で、本名はキム・スンラッ（김승락：金勝洛）。劇団四季入団後、長らく本名で活動していたが、2007年より金森 勝（かなもり まさる）に改名、その後キム スンラを経て現在の芸名となった。2013年11月に劇団四季を退団し、KRミュージック代表となった。

## 出演作品

### ミュージカル
- キャッツ（スキンブルシャンクス、アスパラガス＝グロールタイガー、バストファージョーンズ、ラム・タム・タガー）
- ジーザス・クライスト＝スーパースター（イスカリオテのユダ）
- 美女と野獣（アンサンブル4番・ムッシュー・ダルク、ビースト）
- 劇団四季ソング&ダンスPART2（男性シンガー）
- 劇団四季ソング&ダンスPART3〜RUN TO THE FUTURE〜（男性シンガー）
- ミュージカル異国の丘（アンサンブル）
- ライオン・キング（スカー）
- 劇団四季 ソング&ダンス55ステップス（ヴォーカルパート）
- ミュージカル『ホンク!』（2014年4月、銀座博品館劇場）- 主演、アグリィ 役
- ミュージカル『グランドホテル』（2016年4月、赤坂ACTシアター 、愛知県芸術劇場大ホール / 5月、梅田芸術劇場メインホール - サンドー 役
- 音楽劇『ダニー・ボーイ 〜いつも笑顔で歌を〜』（2016年10月、東京国際フォーラムホールC / 11月、新歌舞伎座） - 田中美津雄 役[3]

### 舞台
- 一人芝居 太宰治『駈込み訴え～真実のユダ～』（2014年10月、2015年1月、10月、2016年12月、遊空間がざびぃ / 2014年11月、ぽんプラザホール、中津ミノヤホール、REFLECT STUDIO新栄店）
- シェイクスピア喜劇『十二夜』（2015年3月、日生劇場 / 4月、iichiko総合文化センター、梅田芸術劇場） - 役人 役
- ドリアン・グレイの肖像（2015年8月、新国立劇場中劇場、森ノ宮ピロティホール、キャナルシティ劇場 - バジル[4] 役
- The Stage 神々の悪戯 太陽と冥府の希望（2017年8月、CBGKシブゲキ!!） - ゼウス・ケラノウス 役
- 戦国シェイクスピア『マクベス～謀略の城』（2017年11月、スクエア荏原ひらつかホール） - 主演、松永久秀 役

### テレビドラマ
- ヤメゴク〜ヤクザやめて頂きます〜（2015年4月期、TBS） - 水田千一 役
- NHKスペシャル『原発メルトダウン 危機の88時間』（2016年3月、NHK） - 資材班長 役
- あいつは黒炎竜（英語版）（2025年3月、韓国、tvN）- 海賊王作者 イシカワタツジ 役 （11話）

### Webドラマ
- 銀魂 -ミツバ篇-（2017年、dTV） - 密輸商 役

### 映画
- 真田十勇士（2016年） - 徳川の吹き方 役
- 英雄（2022年、韓国） - 伊藤博文[5] 役